# Deracantha mongolica
Deracantha mongolica är en insektsart som beskrevs av Cejchan 1967. Deracantha mongolica ingår i släktet Deracantha och familjen vårtbitare. Inga underarter finns listade i Catalogue of Life.